# かしわ (ラッパー)
かしわは、大阪府岸和田出身のラッパー。楽曲制作を全て1人で完結させている。
特徴的な声と切なくも懐かしい曲調、ラップバトルなどにおいてはフロウが良いと評価される。曲は主にギターで製作されているが本人曰くギターは弾けない。

## 来歴

### かしわ（ソロ期）
16歳でラッパーとしてのキャリアをスタート。自身が立ち上げた『かしわRecords』にて精力的な活動を開始。
2013年に開催されたBAZOOKA!!! 高校生RAP選手権第4回大会では、ベスト4に輝く。
2014年5月にシングル「真夏のライバルはフランクフルト」がiTunesのヒップホップ／ラップチャート1位を獲得。
2014年に1stアルバム『フットワーク』、2017年に2ndアルバム『大人になったかも』をリリース。

### かしわ（グループ期：2018年～2020年）
2018年5月、シンガーのマーリーが加入、同年7月にDJのトムが加わり、ラップグループ「かしわ」となる。
2019年9月、ビクターエンタテインメントよりメジャー1stアルバム『3人でかしわ』のリリースが決定した。

### かしわ（2021年～）
2021年再びソロとなりドイツ生まれの時計ブランドZIIIRO（ジーロ）が主催となるフリースタイルスポーツをミックスさせたバトルイベント「FREESTYLE SPACE」の公式テーマソングとして書き下ろした楽曲『poster』を、同年10月には『poster』に対するアンサーソングとして作られた「take」が収録されたEP『take/poster』をリリース。

## ディスコグラフィー

### SINGLE
| #   | リリース日 | タイトル                       | 発売元               |
| --- | ---------- | ------------------------------ | -------------------- |
| 1st | 2014/05/21 | 真夏のライバルはフランクフルト | NEXUS CLOUD MUSIC    |
| 2nd | 2015/05/06 | ヘリオス                       | NEXUS CLOUD MUSIC    |
| 2nd | 2015/05/06 | ニッタとカナハラ               | NEXUS CLOUD MUSIC    |
| 3rd | 2015/07/01 | 愛のコンチータ                 | NEXUS CLOUD MUSIC    |
| 4th | 2016/11/11 | at 砂浜の見える海岸            | NEXUS CLOUD MUSIC    |
| 5th | 2017/12/20 | BIRTHDAY SUIT feat. KWISEON    | NEXUS CLOUD MUSIC    |
| 6th | 2018/07/18 | か TO THE し TO THE わ         | NEXUS CLOUD MUSIC    |
| 7th | 2019/01/30 | telescoop                      | NEXUS CLOUD MUSIC    |
| 8th | 2019/03/06 | 羊を数えれば                   | NEXUS CLOUD MUSIC    |
| 9th | 2019/07/31 | CLUB・DT                       | Victor Entertainment |
| 9th | 2021/04/21 | poster                         | Victor Entertainment |

### EP
| #   | リリース日 | タイトル        | 発売元               |
| --- | ---------- | --------------- | -------------------- |
| 1st | 2018/01/17 | さよなら myself | NEXUS CLOUD MUSIC    |
| 2nd | 2021/10/06 | take/poster     | Victor Entertainment |

### ALBUM
| #   | リリース日 | タイトル         | 発売元               |
| --- | ---------- | ---------------- | -------------------- |
| 1st | 2014/12/17 | フットワーク     | NEXUS CLOUD MUSIC    |
| 2nd | 2017/06/30 | 大人になったかも | NEXUS CLOUD MUSIC    |
| 3rd | 2019/09/18 | 3人でかしわ      | Victor Entertainment |